# Мученик

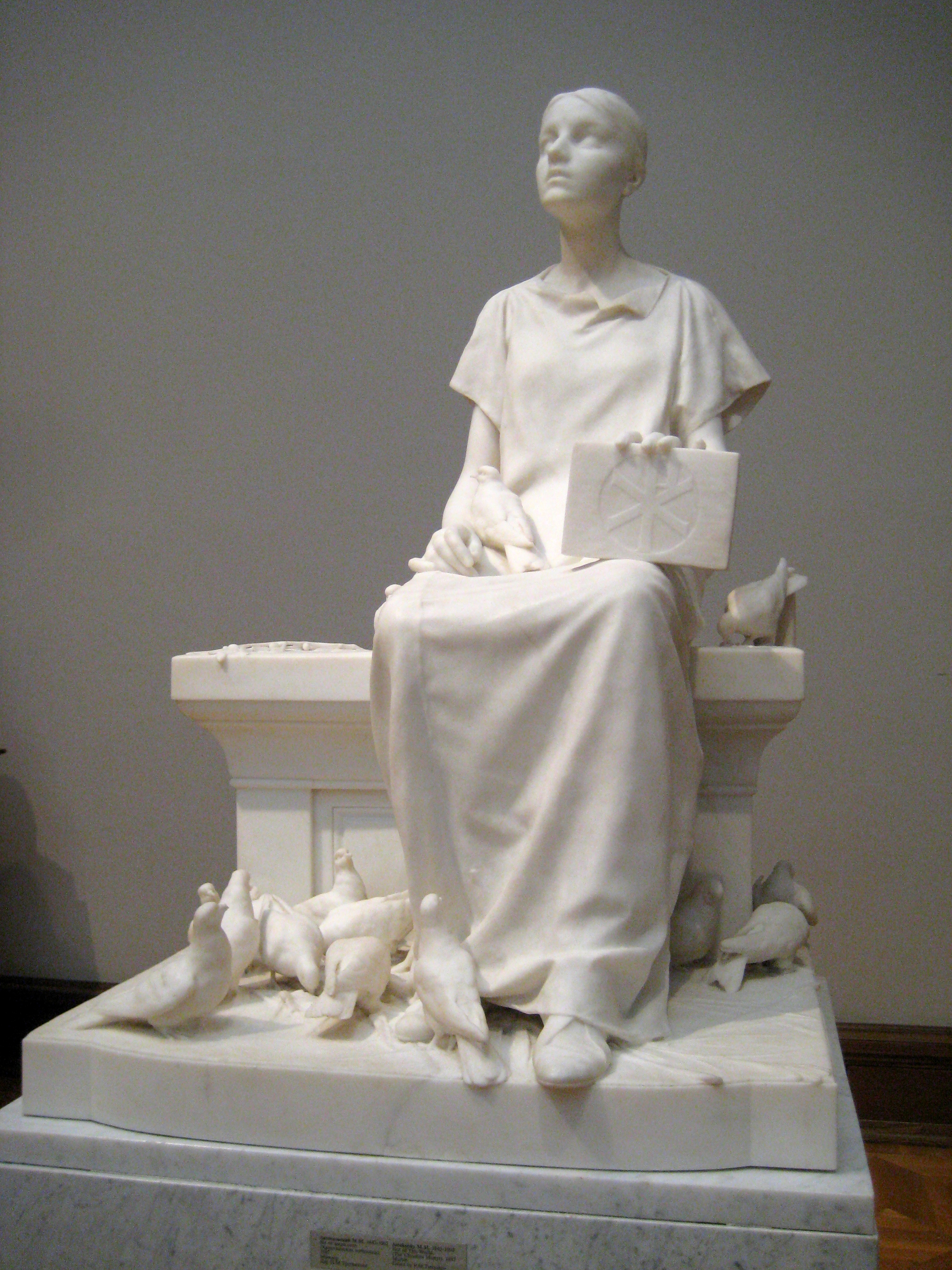
«Не от мира сего (Христианская мученица)», Марк Антокольский, 1887

Му́ченик (ж. р. му́ченица, др.-греч. μάρτυς, μάρτῠρος  — «свидетель», лат. martyr) — человек, подвергающийся преследованиям и принявший смерть за отрицание, проповедование, или отказ отречься от своих религиозных или светских взглядов.
Большинство мучеников почитается последователями или даже считается святыми, становясь символами героизма и силы духа. Мученики играют значительную роль в истории религий. Первому́ченик — первый (по времени) мученик в какой-либо стране (крае) или среди какой-либо группы людей.

## Христианство

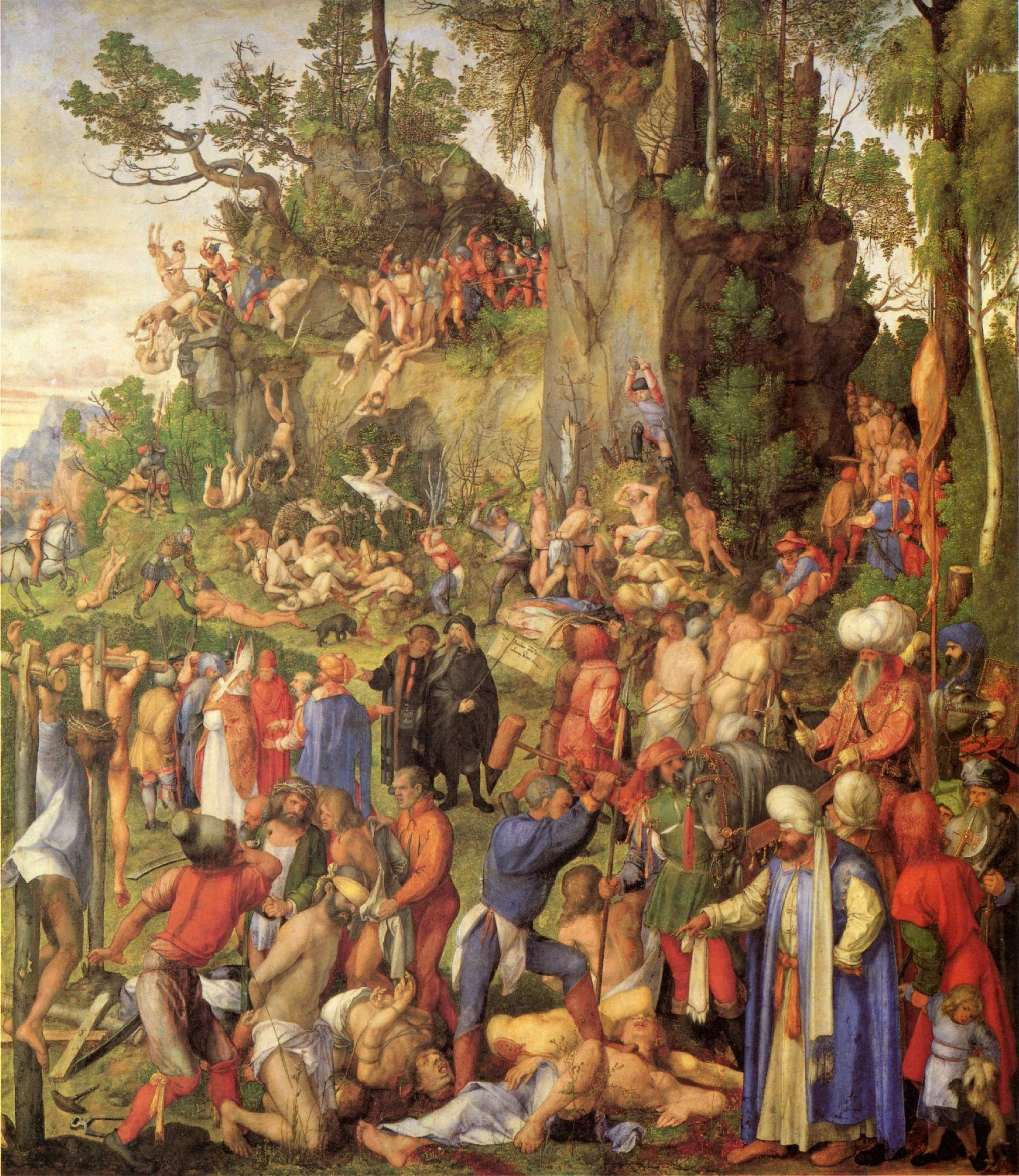
Массовое убийство мучеников, Альбрехт Дюрер

В христианстве мученик — человек, принявший мучения и смерть за исповедание веры в Иисуса Христа. В христианстве мученики составляют один из древнейших ликов святых, то есть собрание или категорию людей, прославляемых Церковью за свидетельство о Христе «даже до смерти» (Фил. 2:6—8).
В житиях христианских святых (Агиографиях) описаны многочисленные мученики первых и последующих веков христианской эры.

### Лжемученики (убитые)
Церковь почитала страдальца мучеником только тогда, когда имелось полное убеждение, что человек не отступился во время мученического подвига, а совершил его в единстве с Церковью, всецело предавшись в руки всеспасительного Промысла Божия. Не могли, естественно, быть причислены к святым пострадавшие еретики или схизматики, а также отпавшие из-за церковного раскола или из-за предательства, или по нецерковным мотивам (не за веру во Христа).
Епископ Аполлинарий Иерапольский свидетельствует о позиции Церкви применительно к мученичеству монтанистов: «Если члены Церкви, призванные к мученичеству за истинную веру, встречаются с так называемыми „мучениками“, последователями фригийской ереси (то есть монтанизма), они держатся особо и умирают, не входя с ними в общение».
9-е и 34-е правила Лаодикийского собора (343 год), несомненно отражающие уже сложившееся церковное воззрение, прямо называют скончавшихся не за христианскую веру лжемучениками и возбраняют (под угрозой отлучения) членам Церкви посещать места их захоронений с какой бы то ни было целью:

- Правило 9: На кладбища всяких еретиков, или в так именуемыя у них мученическия места, да не будет дозволено церковным ходити для молитвы или для врачевания. А ходящим, аще суть верные, быти лишёнными общения церковнаго на некое время. Кающихся же и исповедающих, яко согрешили, приимати во общение.
- Правило 34: Всякому христианину не подобает оставляти мучеников Христовых и отходити ко лжемученикам, которые, то есть, у еретиков находятся или сами еретиками были. Ибо сии удалены от Бога: того ради прибегающие к ним да будут под клятвою.

Следует также указать, что Церковью, как правило, не признавались мучениками христиане, намеренно добившиеся смерти своим вызывающим поведением, как, например, поступали донатисты, как отмечал Блаженный Августин в «Кратком изложении спора с донатистами». В свою очередь, епископ Менсурий Карфагенский (начало IV века) запрещал своей пастве посещать в темницах тех, кто попадал туда из-за оскорбления язычников, а Эльвирский собор, бывший в 305 году, прямо постановил, что убитые в походах при разрушении языческих капищ и идолов не должны быть признаваемы мучениками.
Святитель Григорий Богослов писал: «Закон мученичества: щадя гонителей и немощных, не выходить на подвиг самовольно, но выйдя — не отступать, потому что первое — дерзость, а второе — малодушие».

### Старообрядчество
- Боровские мученики : Феодосия Морозова, княгиня Евдокия Урусова, Мария Данилова
- Павел Коломенский

## Иудаизм
Пострадать за Божье имя — одна из 613 заповедей Торы (по мнению Маймонида), основанная на Лев. 22:32. Примером мученичества является Дан. 3.

## Бахаизм
- Баха Ула

## Политические движения
Понятие «мученик» иногда используется и в светских политических идеологиях для обозначения отдавших жизнь за достижение партийных целей. Так, у национал-социалистов были свои мученики. Погибшие в ходе путча национал-социалисты были позднее объявлены официальной пропагандой «мучениками» (нем. Blutzeuge). Флаг, под которым они шли (и на который, по официальной версии, попали капли крови мучеников), использовался в дальнейшем в качестве «священного» при «освящении» партийных знамён: на партийных съездах в Нюрнберге Адольф Гитлер прикладывал новые флаги к «священному» знамени, совершая, таким образом, ритуал «освящения» новых знамён.

## В художественной литературе
Первохристианские мученики живо описаны в романе Генрика Сенкевича «Камо грядеши?» (Quo vadis); за этот роман автор в 1905 году был награждён Нобелевской премией.